# Torre de l'Església de Sant Joan Baptista
La Torre de l'Església de Sant Joan Baptista és una torre de defensa del segle xvi situada a la vila d'Estellencs, a l'illa de Mallorca, que va ser reconvertida en campanar. Està declarada Bé d'Interès Cultural.
Juntament amb la Torre d'en Telm Alemany, també del segle xvi, tenien per finalitat vigilar i protegir el poble dels pirates. Al segle xvii es construí l'església al seu costat, i la torre en va esdevenir el campanar.